# Fahrgemeinschaft

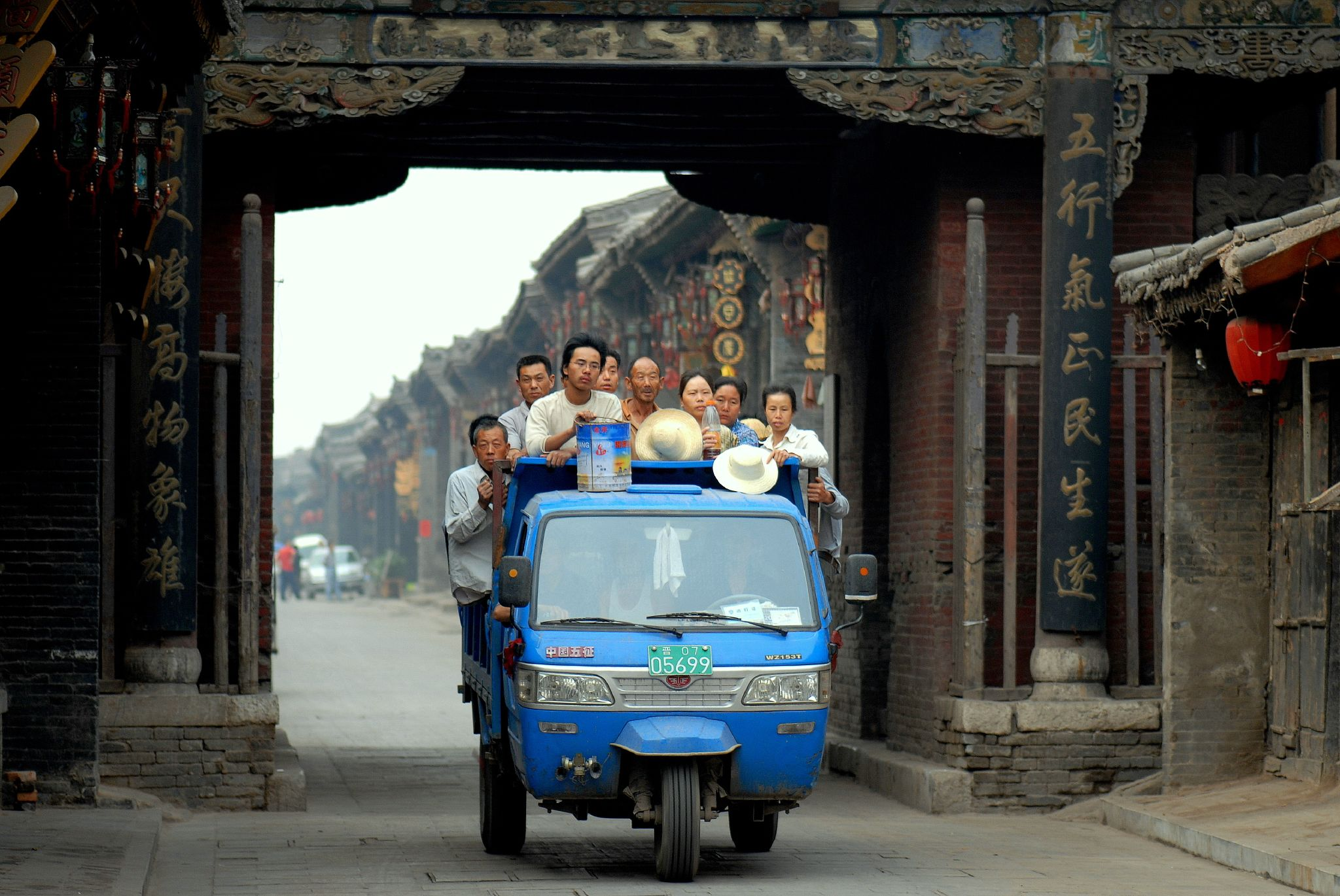
Chinesische Landbewohner bilden für den Weg zur Arbeit nach Pingyao eine Fahrgemeinschaft

Eine Fahrgemeinschaft wird durch Personen gebildet, die von einem Automobilfahrer auf eine Fahrt mitgenommen werden.

## Begriff
Im alltäglichen Sprachgebrauch und in der deutschsprachigen Forschung wird der Fahrgemeinschaftsbegriff typischerweise für einander bekannte Personen und Gruppen von Pendlern verwendet, die sich in regelmäßigem Turnus einen oder mehrere Pkw für den Arbeitsweg teilen. Häufig wechseln sich dabei die Gruppenmitglieder mit dem Fahren und dem Bereitstellen eines Autos ab, so dass sie effektiv ihren Aufwand und Kosten der Arbeitswegbewältigung mindern und teilen.
Fahrgemeinschaften können auch in anderen Fahrzeugtypen (z. B. Kleinbusse), für private Zwecke, in wechselnder Zusammensetzung, zu unregelmäßigen Zeiten oder mit anderen Formen der Kostenbeteiligung durchgeführt werden. Fahrgemeinschaften können durch private Absprachen (geplant oder spontan, siehe Trampen) und über schwarze Bretter organisiert werden. Erfolgt die Zusammenführung unbekannter Personen über Mitfahrzentralen, kann das mit dem Begriff der Mitfahrgelegenheit in Verbindung gebracht werden.

## Geschichte
Die Bildung von Fahrgemeinschaften wurde in Deutschland vermehrt geübt ab dem Jahre 1973 mit der Ölkrise und den in manchen Ländern verordneten autofreien Tagen. Zuvor waren Fahrgemeinschaften insbesondere in den USA mit Beginn der Benzinrationierungen durch privatwirtschaftliche und schließlich öffentliche Anstrengungen gefördert worden (siehe hierzu auch Historie der Mitfahrzentralen).
Die Bildung von Fahrgemeinschaften wird von einer Reihe von Organisationen unterstützt. Hierzu zählen unter anderem die Verkehrsklubs VCD und VCÖ.

## Motivation
Die Motivation, eine Fahrgemeinschaft zu gründen oder an ihr teilzunehmen, kann individuell unterschiedlich begründet sein. Im Allgemeinen lassen sich die folgende Gründe nennen (siehe hierzu auch Motivation zur Nutzung von Mitfahrzentralen):
- Fehlen eines eigenen Fahrzeugs oder einer Fahrerlaubnis.
- Teilen der Fahrtkosten (z. B. Treibstoff, Maut).
- Bei Alternierung des Fahrers in der Fahrgemeinschaft: Komfort für den einzelnen Beteiligten, der dadurch nicht jedes Mal selbst fahren muss.
- Einsparungspotential für Verkehr und der damit verbundenen Begleiterscheinungen (z. B. Emissionen, Stau, Lärm).
- Die Gesellschaft anderer Personen kann als angenehm wahrgenommen werden.
- Nutzungsmöglichkeit spezieller Infrastruktur wie beispielsweise Fahrgemeinschaftsspuren.

## Haftung
Die Beteiligten einer berufsbezogenen Fahrgemeinschaft haben auf dem Hin- wie auch auf dem Rückweg den gleichen Versicherungsschutz, wie er auch für Beschäftigte gilt, die allein zur Arbeitsstätte fahren.
- Im Falle eines Unfalls übernimmt die Versicherung des Unfallverursachers den entstandenen Schaden.[7]
- Trifft den Fahrer keine Schuld (z. B. geplatzte Reifen), dann zahlt die Versicherung seit der Reform des Schadenersatzrechts im Jahr 2002 trotzdem.[8]
- Alle Mitfahrer einer Fahrgemeinschaft sind über die Kfz-Haftpflichtversicherung des Fahrzeughalters und bei Fahrten zur Arbeitsstätte und wieder nach Hause über die gesetzliche Unfallversicherung abgesichert.
- Schäden, die von der Kfz-Haftpflicht nicht ersetzt werden, grenzt eine Haftungsbeschränkung der Mitfahrer gegenüber dem Fahrer ab.[9]
- Die finanzielle Beteiligung sollte anhand der konkreten Kosten ermittelt werden. Es darf keine Gewinnerzielungsabsicht vorliegen.

Fährt ein Erwerbstätiger ein Kind zum Kindergarten oder zur Schule, besteht nach § 8 Abs. 2 SGB VII derselbe Versicherungsschutz wie bei einer Fahrgemeinschaft Erwerbstätiger zum Arbeitsplatz, sofern der eigene Arbeitsweg mit dem Weg des Kindes verknüpft wird. In diesem Fall besteht der Versicherungsschutz auch während eines hierfür erforderlichen Umweges. Dies trifft auf die Mitnahme eigener, aber auch anderer Kinder zu.

## Steuerliche Berücksichtigung
Im Falle einer wechselseitigen Fahrgemeinschaft können Arbeitnehmer Aufwendungen für Fahrten zwischen Wohnung und Arbeit über die normalerweise geltende Höchstgrenze von 4.500 € hinaus als Werbungskosten absetzen: Für alle Tage, an denen ein Arbeitnehmer in einer Fahrgemeinschaft mitfährt, kann er höchstens 4.500 € absetzen; für diejenigen Tage, an denen er Mitfahrer im Fahrzeug mitnimmt, kann er diese Fahrten zusätzlich in unbegrenzter Höhe absetzen; dabei ist die Umwegstrecke zur Abholung der anderen Teilnehmer aber nicht mit in die Entfernungspauschale einzubeziehen.